# Jakov Fak
Jakov Fak (Fiume, 1º agosto 1987) è un biatleta croato naturalizzato sloveno, vincitore di due medaglie olimpiche.

## Biografia

### Stagioni 2002-2010
Originario di Mrkopalj, Fak ha cominciato a praticare il biathlon a livello agonistico nel 2001, allenato da Robert Petrović. La prima manifestazione internazionale a cui ha partecipato sono stati i Mondiali juniores di Val Ridanna del 2002, ai quali il suo miglior risultato è stato la 64ª posizione nella gara sprint.
Dal 2005-2006 comincia a partecipare alla Coppa del Mondo e nella sua prima gara, la sprint di Hochfilzen del 9 dicembre 2005, si classifica 107º. Alla fine della stagione successiva partecipa anche ai suoi primi Mondiali, Anterselva 2007, giungendo 78º nella gara sprint e 93° nella 20 km.
Ha ottenuto i primi punti in Coppa nella stagione 2008-2009 grazie al 37º posto nella gara sprint di Östersund e a fine stagione ha conquistato il bronzo nella 20 km dei Mondiali di Pyeongchang, la prima medaglia per la Croazia nel biathlon.
Ai XXI Giochi olimpici invernali di Vancouver 2010, dove è stato anche portabandiera croato, si è aggiudicato il bronzo nella gara sprint dietro al francese Vincent Jay e al norvegese Emil Hegle Svendsen; ai Mondiali di Oberhof 2023 si è classificato 63º nella sprint.

### Stagioni 2011-2025
Dalla stagione 2010-2011 gareggia con i colori della Slovenia; per la nuova nazionale ha conquistato il primo podio in Coppa, il 5 dicembre 2010 (terzo nell'inseguimento di Östersund), e la prima vittoria, l'8 dicembre 2012 (nell'inseguimento di Hochfilzen).
Ai Mondiali di Ruhpolding 2012 e di Nové Město na Moravě 2013 ha vinto altre tre medaglie iridate e ai XXII Giochi olimpici invernali di Soči 2014 si è classificato 10° nella sprint, 32° nell'individuale, 31° nell'inseguimento, 4° nella partenza in linea e 6° nella staffetta. Ai Mondiali di Kontiolahti 2015 ha vinto la medaglia d'oro nella partenza in linea ed inoltre è stato 14º nella sprint, 8º nell'inseguimento, 10º nell'individuale, 8º nella staffetta e 15º nella staffetta mista. Ai XXIII Giochi olimpici invernali di Pyeongchang 2018 si è classificato 2º nell'individuale, 23º nella sprint, 47º nell'inseguimento, 10º nella partenza in linea e 14º nella staffetta mista. 
Ai Mondiali di Oberhof 2023 si è piazzato 9º nella staffetta e 7º nella staffetta mista individuale, a quelli di Nové Město na Moravě 2024 si è classificato 27º nella sprint, 24º nell'inseguimento, 9º nell'individuale, 6º nella partenza in linea, 11º nella staffetta, 9º nella staffetta mista e 18º nella staffetta mista individuale e a quelli di Lenzerheide 2025 si è piazzato 11º nella sprint, 6º nell'inseguimento, 6º nell'individuale, 24º nella partenza in linea, 13º nella staffetta, 11º nella staffetta mista e 6º nella staffetta mista individuale.

## Palmarès

### Olimpiadi
- 2 medaglie:
  - 1 argento (individuale a Pyeongchang 2018)
  - 1 bronzo (sprint[2] a Vancouver 2010)

### Mondiali
- 5 medaglie:
  - 2 ori (individuale[2] a Ruhpolding 2012; partenza in linea[2] a Kontiolahti 2015)
  - 1 argento (staffetta mista[2] a Ruhpolding 2012)
  - 2 bronzi (individuale[2] a Pyeongchang 2009; sprint[2] a Nové Město na Moravě 2013)

### Coppa del Mondo
- Miglior piazzamento in classifica generale: 3º nel 2015
- 22 podi (individuali), oltre a quelli conquistati in sede olimpica e iridata e validi per la Coppa del Mondo:
  - 7 vittorie
  - 5 secondi posti
  - 10 terzi posti

#### Coppa del Mondo - vittorie
| Data             | Località             | Nazione   | Spec. |
| ---------------- | -------------------- | --------- | ----- |
| 8 dicembre 2012  | Hochfilzen           | Austria   | PU    |
| 13 dicembre 2012 | Pokljuka             | Slovenia  | SP    |
| 20 marzo 2014    | Oslo Holmenkollen    | Norvegia  | SP    |
| 7 febbraio 2015  | Nové Město na Moravě | Rep. Ceca | SP    |
| 8 febbraio 2015  | Nové Město na Moravě | Rep. Ceca | PU    |
| 22 marzo 2015    | Chanty-Mansijsk      | Russia    | MS    |
| 13 marzo 2025    | Pokljuka             | Slovenia  | IN    |

Legenda:

SP = sprint

PU = inseguimento

MS = partenza in linea

IN = individuale